# Dieu vomit les tièdes
Dieu vomit les tièdes és una pel·lícula francesa dirigida per Robert Guédiguian i estrenada el 1991.

## Sinopsi
A París, Cochise, un escriptor, després d'haver discutit amb la seva dona i el seu editor, ho deixa tot per reunir-se amb els seus tres amics de la infància en una ciutat portuària de la Provença: Frisé, pintor ; Tirelire, cambrera; i Quatre-Œil, redactor en cap del diari local.
En Rachid, un llustrador de sabates que coneixen, vol venjar el seu pare que va ser estafat per un prestamista. Poc després, el cos de l'usurer va ser pescat fora del canal. Tirelire i Cochise, sempre atrets l'un per l'altre, esdevenen amants. Durant els preparatius per a les celebracions del bicentenari de la Revolució Francesa (era l'1989), els quatre amics són atacats per un grup d'extrema dreta. Al mateix temps, es descobreix una altra persona ofegada. Aquest és un dels germans de Rachid, un proxeneta. Després que el petit grup sigui atacat de nou, aquesta vegada pel líder dels extremistes, aquest també es troba ofegat.
Frisé, durant un pelegrinatge amb Cochise als llocs de les "reunions secretes" de la seva infantesa (l'interior). del pilar del pont de Caronte (Lo Martegue), li revela que ell és l'autor dels assassinats, inclòs el de Rachid que acabava de fer-se càrrec del "negoci" del seu germà...

## Repartiment
- Jean-Pierre Darroussin : Cochise
- Ariane Ascaride : Tirelire
- Pierre Banderet : Quatre-Œil
- Gérard Meylan : Frisé
- Hélène Surgère : la mare de Cochise
- Jacques Boudet : Fernand
- Patrick Bonnel : Rachid
- Farouk Bermouga : Karim
- Christine Brücher : Esposa de Cochise
- Alain Lenglet : l'editor
- Jacques Pieiller : Marcel

## Sobre la pel·lícula
El títol està inspirat en un vers de la Bíblia (Apocalipsi 3:14-16): 
| « | Per tant, perquè ets tebi i no tens ni fred ni calent, t'escupiré de la meva boca. | » |

Jesús, parlant en primera persona a les cartes a les set Esglésies que formen l'inici del llibre de l'Apocalipsi, repren l'Església de Laodicea, acusant-la de no ser ni freda ni calenta sinó tèbia.